# Alpha (film)
Alpha är en amerikansk äventyrsfilm från 2018, i regi av Albert Hughes efter manus av Daniele Sebastian Wiedenhaupt från en synopsis gjord av Hughes. Handlingen utspelar sig under den senaste istiden och kretsar kring jägaren Keda, som inleder en vänskap med en övergiven varg. I filmen spelas vargen av en ceskoslovenský vlciak som heter Chuck.

## Rollista (i urval)
- Kodi Smit-McPhee – Keda
- Jóhannes Haukur Jóhannesson – Tau
- Marcin Kowalczyk – Sigma
- Jens Hultén – Xi
- Natassia Malthe – Rho
- Spencer Bogaert – Kappa
- Leonor Varela – Shaman
- Mercedes de la Zerda – Nu
- Chuck – Alpha

## Produktion
Filmen utannonserades i september 2015. Originaltiteln var The Solutrean. Den 12 november 2015 stod det klart att Kodi Smit-McPhee hade fått huvudrollen i filmen. Under inspelningen i Kanada dödades fem bisonoxar, detta gjorde att PETA fördömde filmen och uppmanade till bojkott.

## Mottagande
Alpha fick positiva recensioner från filmkritiker som hyllade skådespelarinsatserna och fotografarbetet.
Rotten Tomatoes rapporterade att 80 procent, baserat på 110 recensioner, hade satt ett genomsnittsbetyg på 6,5 av 10. På Metacritic nådde filmen genomsnittsbetyget 63 av 100, baserat på 26 recensioner.